# 三甘氨酰赖氨酸加压素
三甘胺醯赖胺酸加压素（Terlipressin，N-Alpha-Triglycyl-(8-Lysine)-Vasopressin）是血管加压素的合成類似物，可用於治療低血壓，有時以正肾上腺素治療無效時，試用此藥可能有助病情。 
使用的适应症包括以正腎上腺素治療無效的败血性休克 和肝肾症候群， 以及治疗食道静脉曲张破裂出血。本藥在美國與加拿大並未上市，但紐西蘭、澳洲、印度、巴基斯坦、台灣等地皆核准本藥物之使用。 

## 禁忌症
妊娠期间不得使用。 